# Дубовое (Еланский район)
Дубово́е — село в Еланском районе Волгоградской области России. Административный центр Дубовского сельского поселения.
Население - 819 (2010)

## История
Постоянные поселенцы появились на территории села в конце XVIII века. Первое известное письменное упоминание села (до середины XIX в. — хутор Дубовый) относится к 1798/1799 году в Экономических примечаниях к межеванию. Хутор был основан выходцами из слободы Елани Аткарского уезда Саратовской губернии и заселен преимущественно малороссами.
Предполагают, что населенный пункт был назван по имени первопоселенцев — Дубовых (Прискаловых).
Благодаря сохранившейся ревизской сказке хутора Дубового за 1835 год известны наиболее распространенные фамилии дубовчан: Буханцевы, Голопузовы, Дубовченко, Дядиченко, Киренкины, Клименко, Майоровы, Марченко, Кривицкие, Поддубные, Потовые, Тараненко, Ткаченко, Хорошевские, Шаповаловы, Прискаловы…(Соответствующие фамилии и прозвища встречаются в Реестре казачества Запорожской Сечи, Полтавских полках за 1648—1649 годы, среди населения по берегам реки Самары, правого притока Днепра.)
В 1847 году в хуторе Дубовом была построена церковь (перестроена в клуб в 1937 году — сейчас установлен крест и заложен фундамент для нового храма), а сам хутор стал слободой Дубовой. В 60-е годы XIX в. в слободе была открыта земская школа, а в 1885 году - земское училище.
В 1912 году в слободе Дубовой было 266 домов. Прихожан — 2 873.
В 1931 году в селе открылось первое почтовое отделение.

## Население
Динамика численности населения по годам:
| 1859 | 1897 | 1911 | 1987 | 2002 |
| ---- | ---- | ---- | ---- | ---- |
| 1291 | 2043 | 2740 | ≈910 | 919  |

| 2010 |
| ---- |
| 819  |

## Инфраструктура
В настоящее время в селе Дубовом действует одна средняя школа, детский сад, есть медпункт, дом культуры, стадион. Село газифицировано.